# 大十二面二十面體
大十二面二十面體是一種星形均勻多面體，由20個正六邊形和12個正十角星組成，索引為U63，對偶多面體為大十二面二十面六十面體，其外觀與大雙三角十二面截半二十面體類似，差別在於大十二面二十面體比大雙三角十二面截半二十面體的凹陷處，凹陷得更深:156。

## 性質
大十二面二十面體共由32個面、120條邊和60個頂點組成。在其32個面中，有20個正六邊形面和12個正十角星面。在其20個正六邊形中，又能分成10個一般的正六邊形（施萊夫利符號：{6}）和10個反向相接的正六邊形（施萊夫利符號：{6⁄5}）；在其12個正十角星中，又能分成6個一般的正十角星（施萊夫利符號：{10⁄3}）和6個反向相接的正十角星（施萊夫利符號：{10⁄7}）。在其60個頂點中，每個頂點都是2個正十角星面、1個正五邊形面和1個正六邊形面的公共頂點，並且這些面在構成頂角的多面角時，以十角星、六邊形、反向相接的正十角星和反向相接的正六邊形的順序排列，在頂點圖中可以用(10⁄3.6.10⁄7.6⁄5)或(6.10/3.6/5.10/7)來表示。

### 表示法
大十二面二十面體在威佐夫記號中可以表示為{\displaystyle \left.3\,{\frac {5}{3}}\,\right|\,\left.{\begin{matrix}{\frac {3}{2}}\\{\frac {5}{2}}\end{matrix}}\right|}或橫式寫法3 5⁄3 (3⁄2 5⁄2) |，表示其需要兩個施瓦茨三角形來生成：(3 5⁄3 3⁄2)和(3 5⁄3 5⁄2)。威佐夫記號記為3 5⁄3 3⁄2 |時，代表的形狀為大十二面二十面體還要包含額外的12個退化十角星（施萊夫利符號：{10⁄2}）形成的五邊形；威佐夫記號記為5⁄3 5⁄2 |時，代表的形狀為大十二面二十面體還要包含額外的20個退化六角星（施萊夫利符號：{6⁄2}）形成的三角形。

### 尺寸
若大十二面二十面體的邊長為單位長，則其外接球半徑為：
{\displaystyle R={\frac {\sqrt {34-6{\sqrt {5}}}}{4}}\approx 1.134228596}
邊長為單位長的大十二面二十面體，中分球半徑為：
{\displaystyle R_{M}={\frac {\sqrt {6\left(5-{\sqrt {5}}\right)}}{4}}\approx 1.0180739209}

### 二面角
大十二面二十面體共有兩種二面角，這兩種二面角都是六邊形面和十角星面的二面角，分別位於三角形孔洞和五邊形孔洞中。
其中，位於三角形孔洞中的六邊形面和十角星面的二面角角度約為100.812度：
{\displaystyle \arccos \left(-{\frac {\sqrt {15\left(5-2{\sqrt {5}}\right)}}{15}}\right)\approx 1.759506857578\approx 100.812316964^{\circ }}
而位於五邊形孔洞中的六邊形面和十角星面的二面角角度約為37.377度：
{\displaystyle \arccos \left({\frac {\sqrt {15\left(5+2{\sqrt {5}}\right)}}{15}}\right)\approx 0.652358139784\approx 37.377368141^{\circ }}

## 相關多面體
大十二面二十面體與截角十二面体共用相同的頂點布局，頂點排列方式也與大二十面化截半二十面體和大雙三角十二面截半二十面體相同。其亦與大二十面化截半二十面體和大雙三角十二面截半二十面體共用相同的邊佈局。
| 截角十二面体 | 大二十面化截半二十面體 | 大雙三角十二面截半二十面體 | 大十二面二十面體 |

## 圖像
| 傳統填充 | 相交偶數次為外部 |